# Callosamia americana
Callosamia americana är en fjärilsart som beskrevs av Tutt 1901. Callosamia americana ingår i släktet Callosamia och familjen påfågelsspinnare. Inga underarter finns listade i Catalogue of Life.